# KZ Mittelbau-Dora

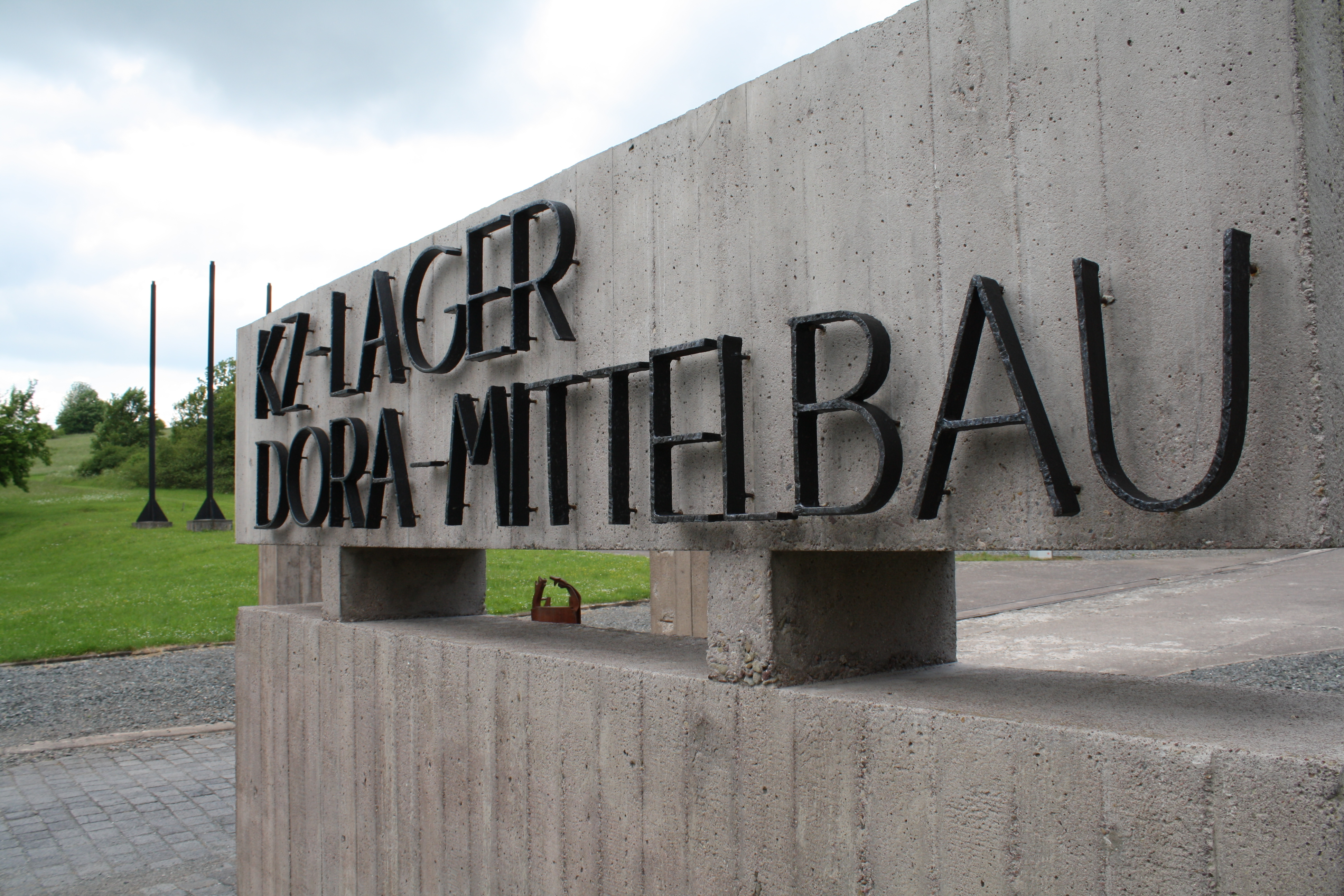
Eingangstafel zur Gedenkstätte

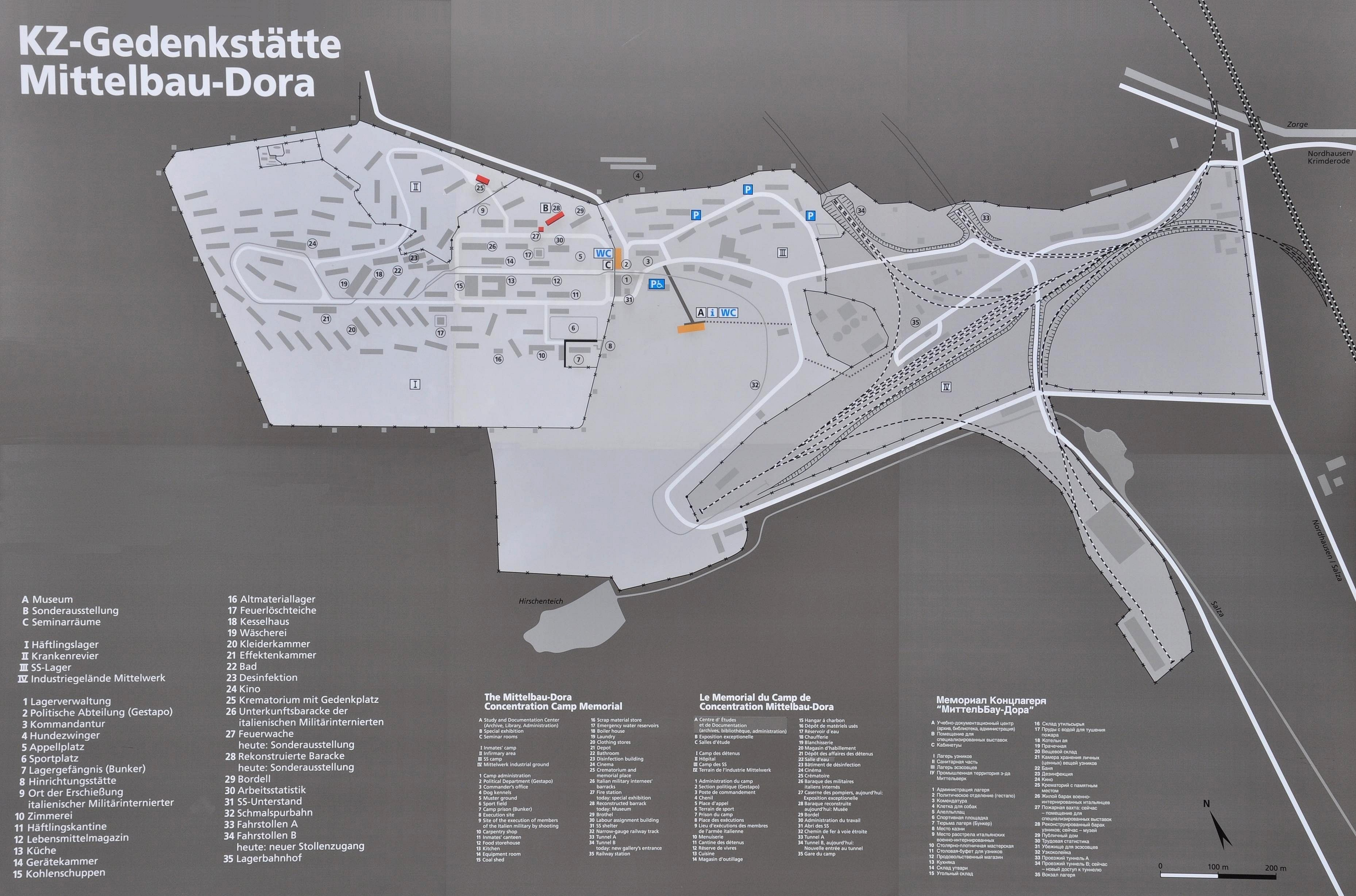
Übersichtsplan der KZ-Gedenkstätte Mittelbau-Dora

Konzentrationslager Mittelbau-Dora ist der heute verwendete Name eines nationalsozialistischen Konzentrationslagers nördlich von Nordhausen im heutigen Bundesland Thüringen. Das Lager „Dora“ am Südhang des Kohnsteins bei Niedersachswerfen war größter Einzelstandort sowie Sitz der Kommandantur des im Herbst 1944 neu organisierten „KZ Mittelbau“. In diesem Lager wurden Häftlinge interniert, die beim Ausbau und Betrieb der unterirdischen Rüstungsfabrik Mittelwerk GmbH (auch „Projekt Mittelbau“ genannt) in der Stollenanlage im Kohnstein eingesetzt waren. Auf dem Gelände des ehemaligen Hauptlagers befindet sich heute die KZ-Gedenkstätte Mittelbau-Dora.

## Überblick und Name

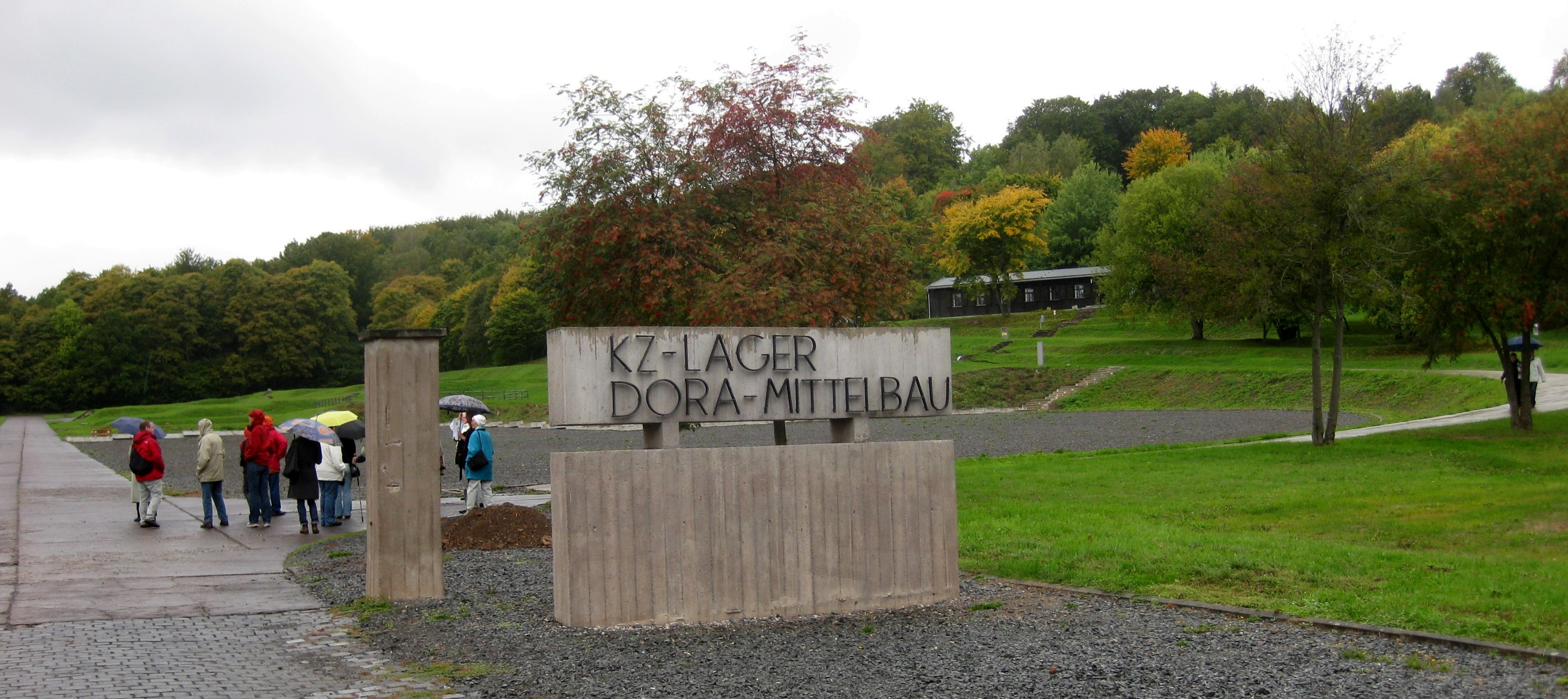
KZ-Gedenkstätte Dora-Mittelbau, links hinter der Betonsäule der Appellplatz, rechts am Hang des Kohnsteins eine wieder errichtete Häftlingsbaracke

Am 28. August 1943 errichtete die SS am Fuße des Kohnsteins nördlich von Nordhausen ein Außenlager des Konzentrationslagers Buchenwald mit der Tarnbezeichnung Arbeitslager „Dora“.
Die Bezeichnung „Arbeitslager der Waffen-SS“ war der von der SS ab 1943 offiziell verwendete Deckname besonders für solche KZ-Außenlager, die im Zuge der verstärkten Untertageverlagerung der deutschen Rüstungsindustrie errichtet wurden. „Dora“ wiederum war der deutschen postalischen Buchstabiertafel entnommen.
Die Häftlinge des KZ-Außenlagers „Dora“ wurden hauptsächlich im Stollenvortrieb und den untertage gelegenen Werksanlagen der Mittelwerk GmbH eingesetzt, wo vor allem die „Vergeltungswaffe 2“ (V2) sowie die Flugbombe „Vergeltungswaffe 1“ (V1) produziert wurden.
Am 28. Oktober 1944 wurde das bisher als Außenlager des KZ Buchenwald geführte Lager „Dora“ durch das SS-Wirtschafts- und Verwaltungshauptamt (SS-WVHA) zum eigenständigen Konzentrationslager mit der Bezeichnung Konzentrationslager Mittelbau (kurz KZ Mittelbau) erklärt. Dem „KZ Mittelbau“ wurden neben dem Lager „Dora“ im Laufe der Zeit weitere Nebenlager oder Außenkommandos unterstellt. Der Lagerkomplex umfasste schließlich fast 40 Nebenlager, wobei das Lager „Dora“ auch als Sitz der Kommandantur und des Hauptquartiers der SS-Wachtruppen diente.
Während der 18 Monate, die der Komplex des „KZ Mittelbau“ existierte, durchliefen ihn etwa 60.000 Häftlinge aus 48 Nationen; 20.000 von ihnen starben infolge der inhumanen Arbeits- und Lebensbedingungen. Am 11. April 1945 wurde das Lager „Dora“ durch die US-Armee befreit.
1964 eröffnete die DDR auf dem Gelände des ehemaligen Hauptlagers „Dora“ die „Mahn- und Gedenkstätte Mittelbau-Dora“, die im Laufe der Zeit mehrfach umgestaltet wurde. Nach dem Ende der DDR erhielt sie den Namen KZ-Gedenkstätte Mittelbau-Dora. 1995 wurde die Gedenkstätte im Auftrag der Bundesrepublik Deutschland mit einem neuen museologischen Konzept versehen und Teile der weitläufigen Stollenanlage unter dem Kohnstein für die Öffentlichkeit zugänglich gemacht. 2005 wurde auf dem Gelände des ehemaligen Hauptlagers ein neues Museumsgebäude eröffnet, das seit 2006 eine neue Dauerausstellung zeigt.
Im Zusammenhang mit diesem Konzentrationslager findet sich außerdem die Bezeichnung „Dora-Mittelbau“, mit der zu unterschiedlichen Zeiten sowohl der Lagerstandort „Dora“, der Gesamtkomplex des „KZ Mittelbau“ als auch die Gedenkstätte auf dem Gelände des ehemaligen Hauptlagers „Dora“ benannt wurden.

## Das Lager „Dora“ am Fuße des Kohnstein

### Untertageverlagerung und Standortwahl
Die Entwicklung des Konzentrationslager-Komplexes KZ Mittelbau im Harz steht in engem Zusammenhang mit der Untertageverlagerung der deutschen Rüstungsindustrie während des Zweiten Weltkriegs. Dabei griff man, sofern möglich, auf bereits bestehende unterirdische Bauten zurück. Eine solche Anlage stellten die Stollen unter dem Kohnstein in Niedersachswerfen bei Nordhausen dar, die ab Mitte der 1930er Jahre entstanden und ursprünglich als unterirdisches Treibstofflager der Wehrmacht vorgesehen waren.
Bis zum Herbst 1942 war das Stollensystem provisorisch fertiggestellt. Die Bauvorhaben im Kohnstein wurden ständig ergänzt und erweitert.
Nach der Bombardierung der Heeresversuchsanstalt Peenemünde durch die Royal Air Force (RAF) in der Nacht vom 17. zum 18. August 1943 trafen Adolf Hitler, Rüstungsminister Albert Speer und Reichsführer SS Heinrich Himmler die Entscheidung, auch die Arbeiten an der „V2“-Rakete sowie der „V1“-Flugbombe von Peenemünde unter Tage zu verlagern. Als künftiger Standort des Raketen-Fertigungswerks wurde die Stollenanlage im Kohnstein im Harz ausgewählt. Im September 1943 erhielt Hans Kammler zudem den Auftrag, das Peenemünder Entwicklungswerk in eine neu zu errichtende Stollenanlage bei Ebensee in den Alpen zu verlagern. Für die Einrichtung dieser Anlagen wurde in großem Umfang der Einsatz von KZ-Häftlingen vorgesehen, die vor Ort in eigenen Außenkommandos stationiert und von der SS bewacht wurden.
Mit dem Ausbau der Stollenanlage im Kohnstein zur unterirdischen Raketenfabrik Mittelwerk wurde die WiFo als Eigentümerin beauftragt; die Fertigung der Raketen nach den Vorgaben der Heeresversuchsanstalt Peenemünde wurde der eigens dafür ins Leben gerufenen halbstaatlichen „Mittelwerk GmbH“ übertragen, die erst nachträglich am 24. September 1943 offiziell als Unternehmen gegründet wurde.

### Umbau der Stollen zur Rüstungsfabrik

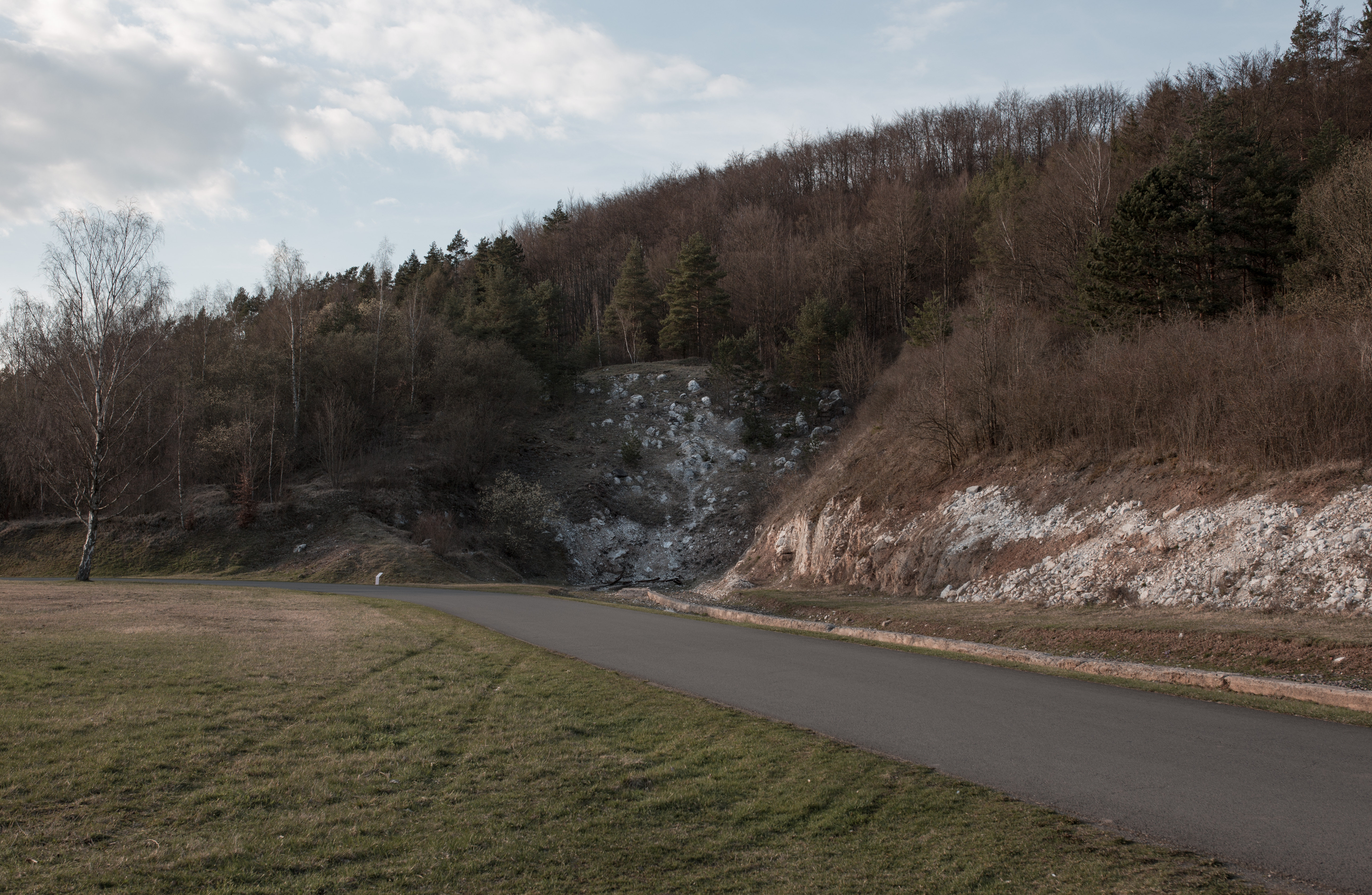
Die 1947 gesprengte Einfahrt in den Fahrstollen A

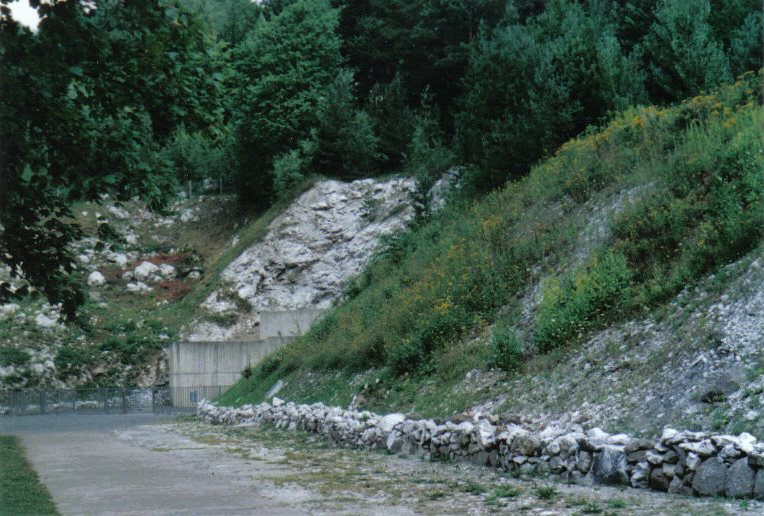
Stolleneingang B, links der verschüttete Originalzugang, in der Mitte der heutige Besucherzugang, der im Berg zum Stollen A führt

Der Umbau der Stollenanlage zur Produktionsstätte dauerte vom Spätsommer 1943 bis Anfang 1944. Für den Einsatz der KZ-Häftlinge am Kohnstein wurde vom KZ Buchenwald ein Außenkommando mit der Tarnbezeichnung „Arbeitslager Dora“ ins Leben gerufen. Der erste Häftlingstransport mit 107 Häftlingen erreichte den Berg am 28. August 1943, zehn Tage nach der Zerstörung der Anlagen in Peenemünde und noch vor der formellen Gründung der als Betreibergesellschaft vorgesehenen Mittelwerk GmbH.
Allein bis Ende 1943 wurden insgesamt 11.000 KZ-Häftlinge zum Kohnstein gebracht. Vordringlichste Aufgabe der Häftlinge in den Stollen unter dem Kohnstein war der Umbau des bestehenden Treibstofflagers zu einer Raketenfabrik sowie anschließend die schrittweise Erweiterung der Tunnelanlagen nach Bedarf der beteiligten Rüstungsunternehmen. Sämtliche Arbeiten wurden durch die Häftlinge ausgeführt, meist ohne besondere Transport- oder Hilfsmittel.
Zunächst wurden die Böden in den Stollen betoniert, Straßen gebaut, Gleise verlegt, weitere Kammern angelegt und die großen Produktionsmaschinen eingebaut. Zur Erweiterung der Anlage mussten die Häftlinge zwei parallel laufende Haupttunnel, genannt Fahrstollen A und Fahrstollen B, in den Berg treiben, die jeweils etwa 1800 Meter lang waren und eine Höhe von etwa 30 Metern hatten. In den Fahrstollen, die mit 46 quer laufenden Tunneln miteinander verbunden waren, wurden Eisenbahnschienen verlegt, um die für die Produktion benötigten Teile in die unterirdische Fabrik sowie die fertiggestellten Raketen zu den Abschussstellen für den Einsatz gegen London, Paris und Antwerpen zu transportieren. Die Gesamtlänge aller Tunnel betrug im Mai 1945 etwa 20 Kilometer, die Gesamtfläche lag bei über 250.000 Quadratmetern. Die Häftlinge errichteten zudem einen Güterbahnhof nahe den südlichen Tunneleingängen sowie eine Eisenbahnbrücke über die Zorge, so dass das Stollensystem einen Gleisanschluss zur Bahnstrecke Northeim–Nordhausen erhalten konnte.
Von Anfang an waren die Lebensbedingungen für Häftlinge am Kohnstein extrem schlecht. Bei Ankunft der ersten Häftlingsgruppe aus dem KZ Buchenwald im August 1943 gab es vor Ort noch keine Unterkünfte für die Häftlinge. Zunächst waren die Häftlinge provisorisch in einem Zeltlager am Kohnstein untergebracht und später unter inhumanen Bedingungen in der Stollenanlage selbst. Ein oberirdisches Häftlingslager wurde erst nach dem Anlaufen der V2-Produktion errichtet. Die meisten Gefangenen, die bis Anfang 1944 am Bau der Raketenfabrik beteiligt waren, wurden von der SS rund um die Uhr in den Tunneln gehalten. Die Häftlinge wurden gezwungen, in den ersten vier Seitenkammern „Schlafstollen“ für sich einzurichten. In den ersten Monaten starben bereits Tausende von ihnen an Entkräftung, Unterernährung, wegen der katastrophalen sanitären Bedingungen sowie an Lungenkrankheiten, hervorgerufen durch den Staub der Sprengungen. Diese erfolgten tagsüber und nachts, so dass nicht einmal ein geregelter Schlaf in den Stollen möglich war. In dieser ersten Phase war auch die medizinische Versorgung der Häftlinge unzureichend. Eine Stollen-Kammer war als Ambulanz eingerichtet worden, was jedoch nicht ausreichte, um die Kranken zu behandeln. Bis die Raketenproduktion im Mittelwerk im Frühjahr 1944 voll anlief, starb etwa ein Drittel der am Kohnstein eingesetzten Häftlinge an den inhumanen Versorgungs- und Lebensbedingungen. Von den ungefähr 60.000 Zwangsarbeitern starben mindestens 20.000, die meisten davon vor Errichtung des Barackenlagers. Im Sinne der Vernichtung durch Arbeit war dies von der SS durchaus gewollt.

### Rüstungsproduktion und weitere Bauten

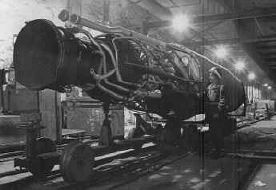
V2-Rakete im Mittelwerk. Aufnahme vom Juli 1945

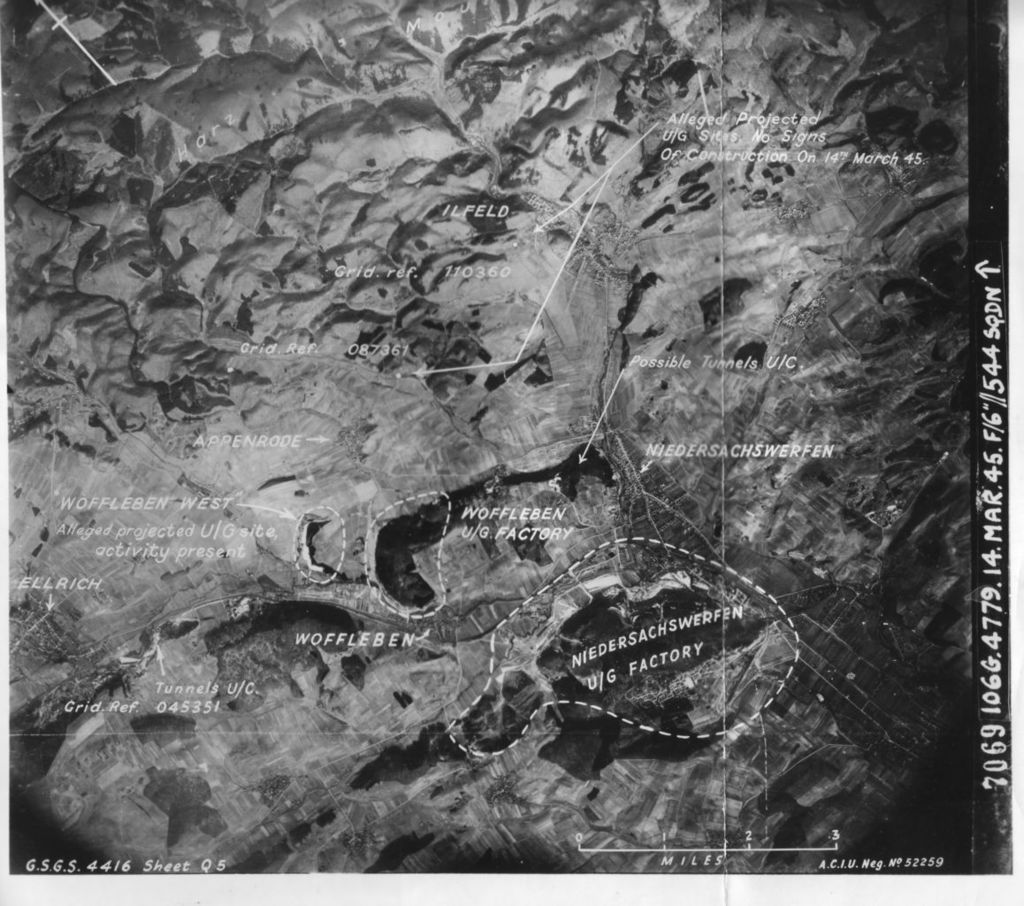
US-Luftaufnahme des Zorgetals zwischen Nordhausen und Ellrich mit den durch alliierte Luftauswertung markierten Untertageanlagen bei Niedersachswerfen und Woffleben (März 1945)

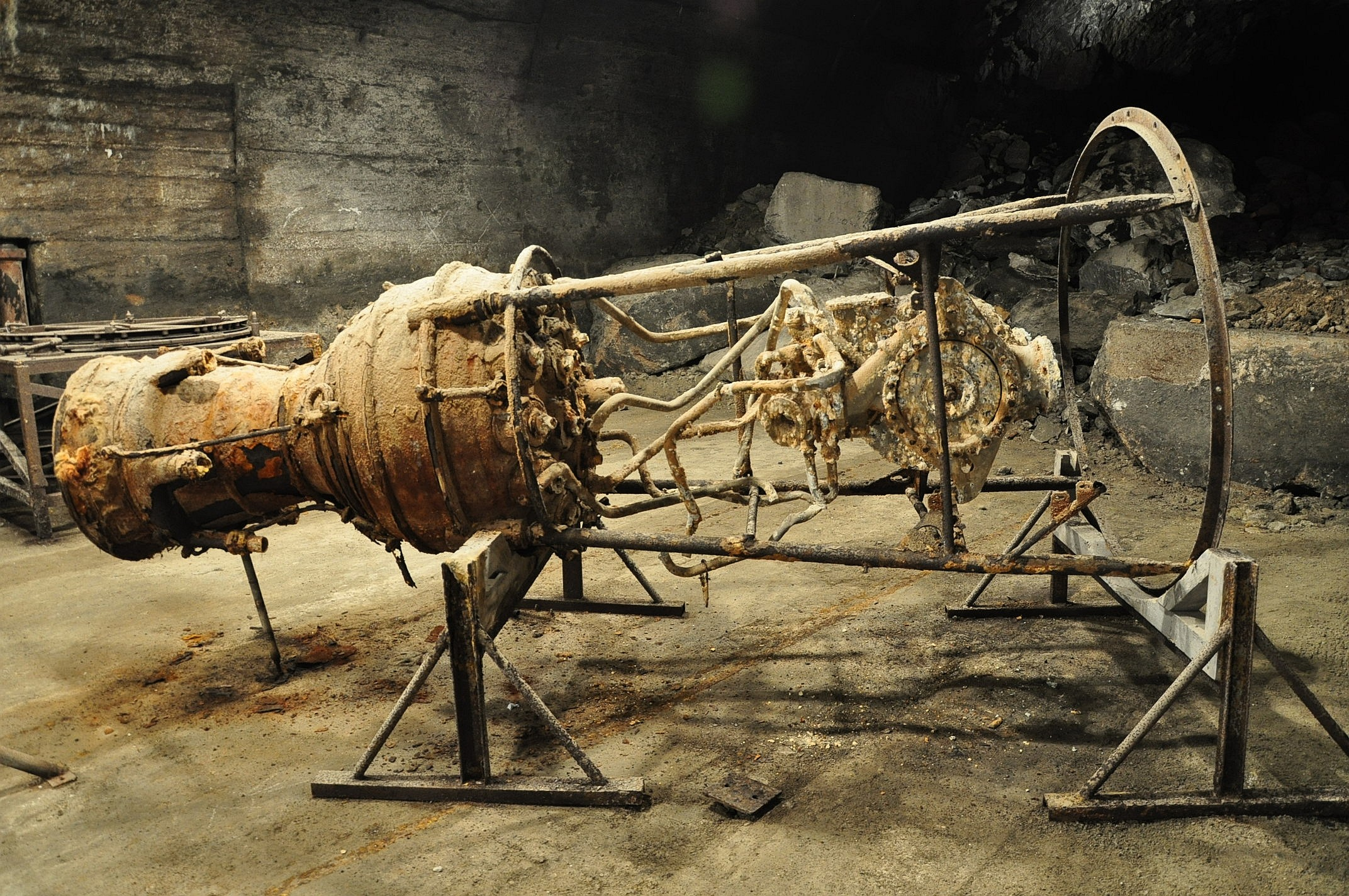
Triebwerksteil einer V2 im Stollen

Die Produktion der V2 im „Mittelwerk“ unter dem Kohnstein begann im Januar 1944, ein halbes Jahr nach der Gründung des Außenkommandos „Arbeitslager Dora“. Während nach Einrichtung des benötigten Maschinenparks und Verlegung von Fachpersonal nach Niedersachswerfen die Produktion der Rüstungsgüter anlief, wurde das Stollensystem kontinuierlich erweitert. Im Schnitt waren etwa 5000 Häftlinge bei der V2-Montage unter Aufsicht von circa 3000 Zivilangestellten beschäftigt.
Im Sommer 1944 kam zusätzlich noch die Produktion der Flügelbombe V1 hinzu. Des Weiteren produzierten die Firmen Heinkel und Junkers in den unterirdischen Stollen Flugzeuge bzw. Flugzeugmotoren. Bis zur kriegsbedingten Einstellung der Raketenproduktion Ende März 1945 wurden insgesamt etwa 6000 V1-Raketen und ungefähr die gleiche Anzahl an V2-Waffen gefertigt.
Als Produktionsstätte für Rüstungsgüter war das Mittelwerk die größte unterirdisch gelegene Rüstungsfabrik des Zweiten Weltkrieges. Der Großteil der Häftlinge war jedoch nicht in der Raketenproduktion, sondern beim Stollenbau für die Untertageverlagerung weiterer Betriebe und dem Aufbau zusätzlicher Außenlager im Harz eingesetzt.
Barackenlager und oberirdische Anlagen

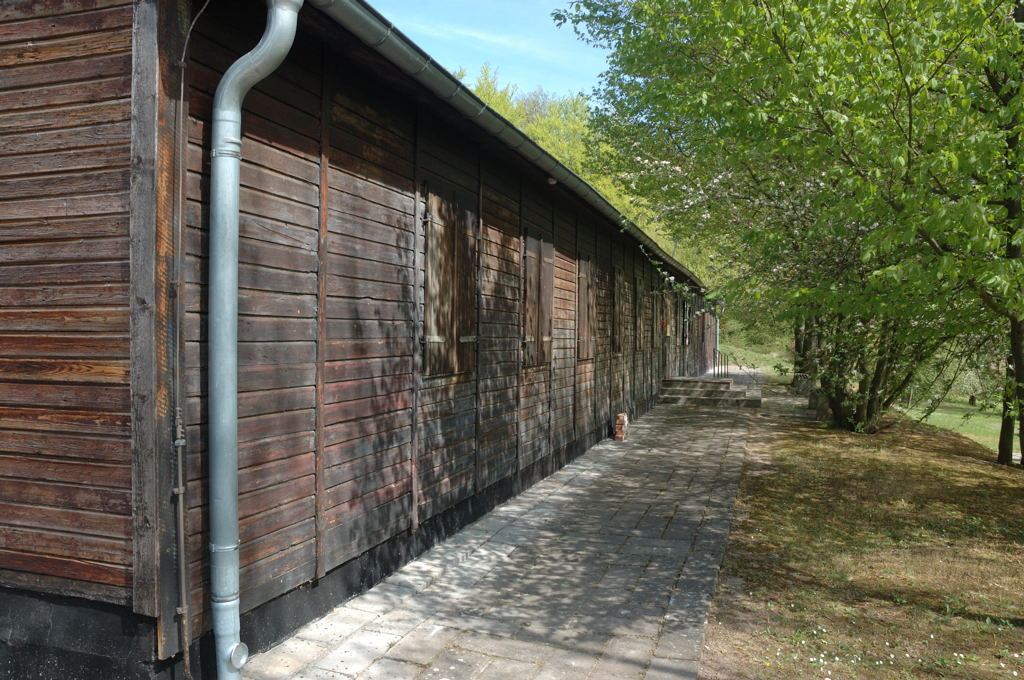
Wiederaufgebaute Wohnbaracke

Nach dem Anlaufen der V2-Produktion Anfang 1944 wurden die bis dahin überwiegend in den „Schlafstollen“ untergebrachten Häftlinge schrittweise in ein ebenfalls durch Häftlinge errichtetes oberirdisches Barackenlager in der Nähe der Tunneleingänge am Fuße des Kohnsteins verlegt, auf das der Name des „Arbeitslagers Dora“ übertragen wurde. Die letzten Häftlinge verließen die Schlafstollen Anfang Juni 1944 – falls sie bis dahin überlebt hatten.
Das seit Anfang 1944 in mehreren Bauabschnitten errichtete Häftlingslager am Fuße des Kohnsteins war durch einen mit Hochspannung geladenen Stacheldrahtzaun mit Wachtürmen umgeben.
Im Unterschied zu den meisten anderen großen Konzentrationslagern hatte das improvisiert eingerichtete Lager Dora kein massives Torgebäude. Den Übergang vom SS-Bereich in das Häftlingslager markierte ein Holzgatter, das zwischen zwei langgezogenen hölzernen Baracken der SS lag.
Innerhalb des Häftlingsbereichs befanden sich der Appellplatz sowie zuletzt 70 aus Holz errichtete Baracken für Zwangsarbeiter, welche sich in Wohn- und Funktionsbaracken gliederten. Zu letzteren zählten die Wirtschaftsgebäude wie die Lagerküche, das gemauerte Heizhaus und die Lagerwäscherei, aber auch das aus Ziegeln errichtete Lagergefängnis mit einer daran angeschlossenen, von außen nicht einsehbaren Hinrichtungsstätte. Wie in einigen anderen Konzentrationslagern gab es auch im Lager „Dora“ ein Lagerbordell, von dem noch heute Reste erhalten sind (Lagerplan Nr. 29). Zu diesem Zweck wurden weibliche Häftlinge aus dem KZ Ravensbrück zur Prostitution gezwungen. Bezahlt wurde im Bordell mit Lagergeld. Diese Einrichtung galt als „Antriebsmittel für höhere Leistungen“, war aber bei manchen Häftlingen verpönt.

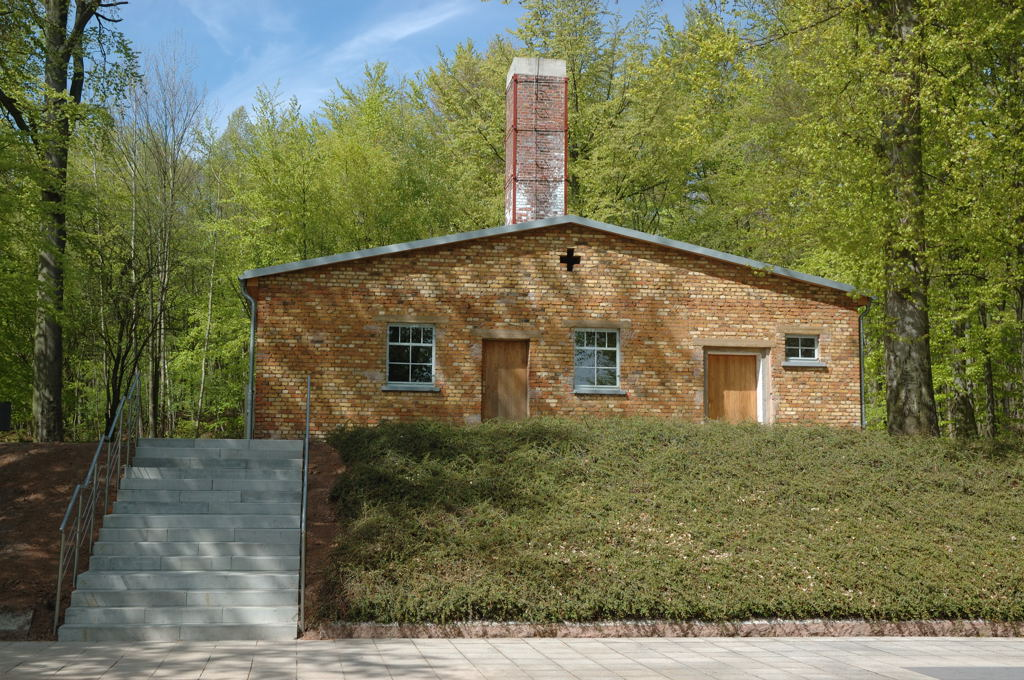
Krematorium

Vom Bereich der Wohn- und Funktionsbaracken abgetrennt und innerhalb einer eigenen Umzäunung lagen das aus mehreren Baracken bestehende sogenannte Häftlingskrankenrevier sowie das auf einer leichten Anhöhe über dem Häftlingslager gelegene und im Herbst 1944 fertiggestellte lagereigene Krematorium mit Sezierräumen und zwei Verbrennungsöfen der Berliner Firma Kori. Etwa 5000 Leichen wurden hier verbrannt, die Asche wurde neben dem Krematorium einen Abhang hinabgekippt. Bis zur Errichtung dieses Krematoriums wurden die im Lager „Dora“ verstorbenen Häftlinge zur Einäscherung ins KZ Buchenwald zurückgebracht.
Unmittelbar vor dem Zugang zum Häftlingslager lag der sogenannte „SS-Bereich“, in welchem sich außer der Kommandantur und den Garagen die Unterkünfte für die SS-Wachmannschaften sowie die Wirtschafts- und Verwaltungseinrichtungen des Lagers befanden. Mit dem Anlaufen der V2-Produktion wurde an den SS-Bereich benachbart ein „Industriebereich“ ausgebaut, in dem sich der Lagerbahnhof mit Rangiergleisen und die Zugänge zu den Fahrstollen A und B der Stollenanlage mit dem Mittelwerk befanden. Das Lagergelände am Fuße des Kohnsteins bestand somit bei Kriegsende aus vier voneinander getrennten Großabschnitten.

### „Dora“ als Hauptlager des KZ Mittelbau

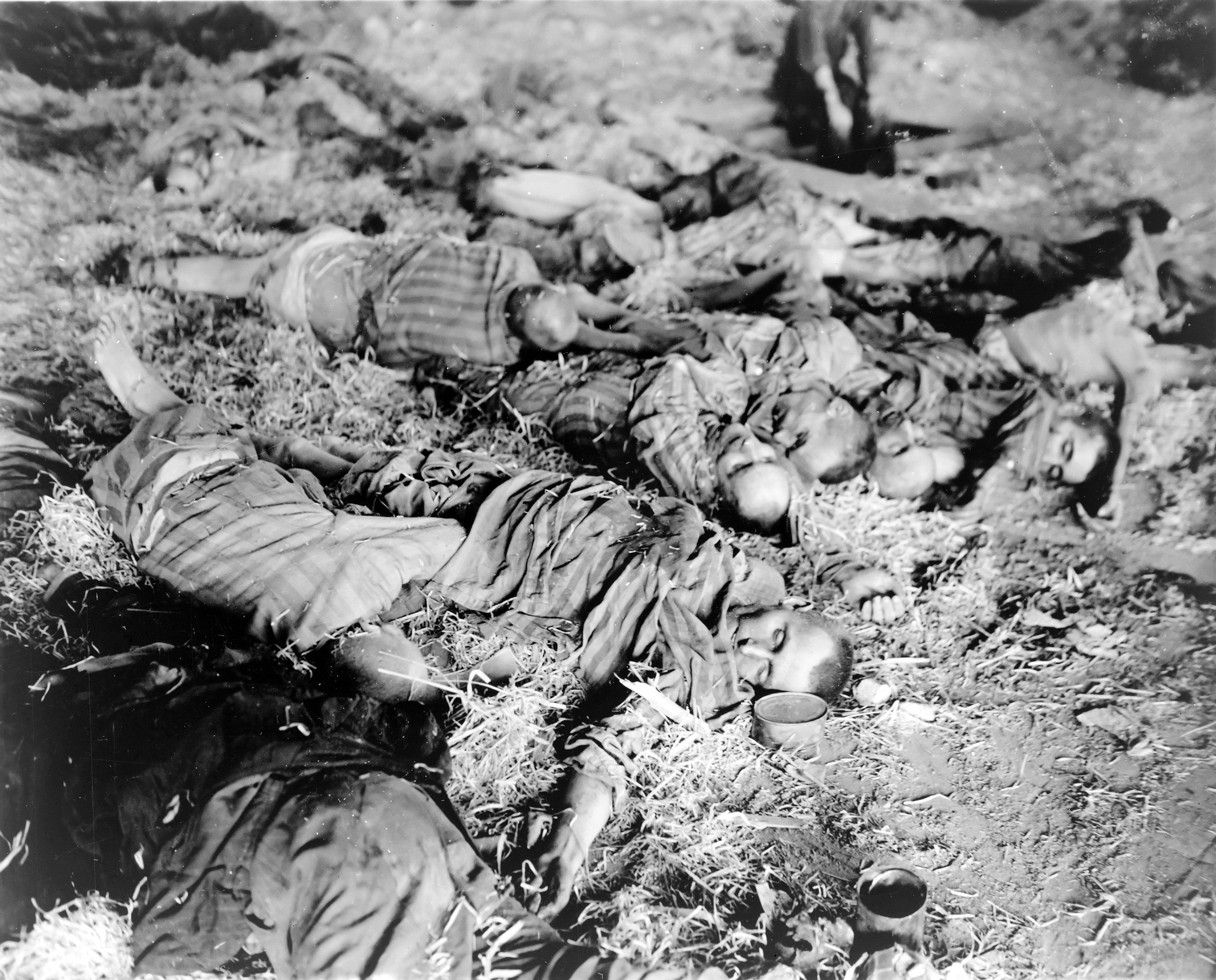
Tote Häftlinge in den Häftlingsbaracken, aufgenommen am 11. April 1945 nach der Befreiung des Lagers durch Angehörige des United States Army Signal Corps

Ab dem Frühjahr 1944 bildete sich mit der Einrichtung neuer KZ-Außenlager in der umgebenden Region allmählich ein sich immer weiter verzweigender Lagerkomplex heraus, der schließlich fast 40 Nebenlager umfasste und dessen Verwaltung in Etappen vom KZ Buchenwald verselbstständigt wurde.
Ab dem 8. Juni 1944 wurde das bisherige Außenkommando „Arbeitslager Dora“ des KZ Buchenwald offiziell als „Mittelbau I“ bezeichnet, die Außenlager Harzungen und Ellrich-Juliushütte zusammen als „Mittelbau II“.
Bereits am 10. September 1944 kam es erneut zu einer Umstrukturierung des Lagerkomplexes. Die Bezeichnung „Mittelbau I“ für das Lager „Dora“ blieb bestehen, während Ellrich-Juliushütte nun als „Mittelbau II“ und Harzungen als „Mittelbau III“ geführt wurden.
Ab 28. Oktober 1944 wurde der Lagerstandort „Dora“ mit seinen Außenlagern schließlich organisatorisch vom KZ Buchenwald abgetrennt und gemeinsam mit weiteren kleineren Lagern zum „Konzentrationslager Mittelbau“ verselbständigt. Es war damit das letzte von der SS gegründete KZ-Hauptlager. Auch nach der Gründung des eigenständigen „KZ Mittelbau“ diente das Lager „Dora“ am Fuße des Kohnstein weiterhin als Sitz der Kommandantur und des Hauptquartiers der SS-Wachtruppen.
Nach der Räumung der KZ Groß-Rosen und KZ Auschwitz im Januar 1945 kamen mit Häftlingstransporten mehr als 16.000 weitere Gefangene und 1000 SS-Angehörige in das KZ Mittelbau. Der letzte Kommandant des KZ Auschwitz, Richard Baer, übernahm im Februar 1945 die Leitung des KZ Mittelbau.
Im März 1945 wurde die Produktion der Rüstungsgüter im Mittelwerk eingestellt und die Mehrheit der Häftlinge aus den Lagern des „KZ Mittelbau“ auf Räumungstransporte und sogenannte Todesmärsche getrieben. Lediglich die Kranken und Sterbenden wurden zurückgelassen, besonders im KZ-Außenlager Boelcke-Kaserne in Nordhausen. Diese Todesmärsche führten zu den Konzentrationslagern Bergen-Belsen, Sachsenhausen, in das Konzentrationslager Ravensbrück und auch in die Lübecker Bucht (siehe Cap Arcona), wo zahlreiche Lagerinsassen bei der Versenkung der dortigen Schiffe durch alliierte Bombardierungen ums Leben kamen.
In Transportzügen und auf Todesmärschen wurden auch zahlreiche Häftlinge aus mehreren Außenlagern bis in die Altmark getrieben. Beim Massaker in der dortigen Isenschnibber Feldscheune in Gardelegen wurden 1016 Häftlinge bei lebendigem Leib verbrannt.

### Befreiung und unmittelbare Nachkriegszeit

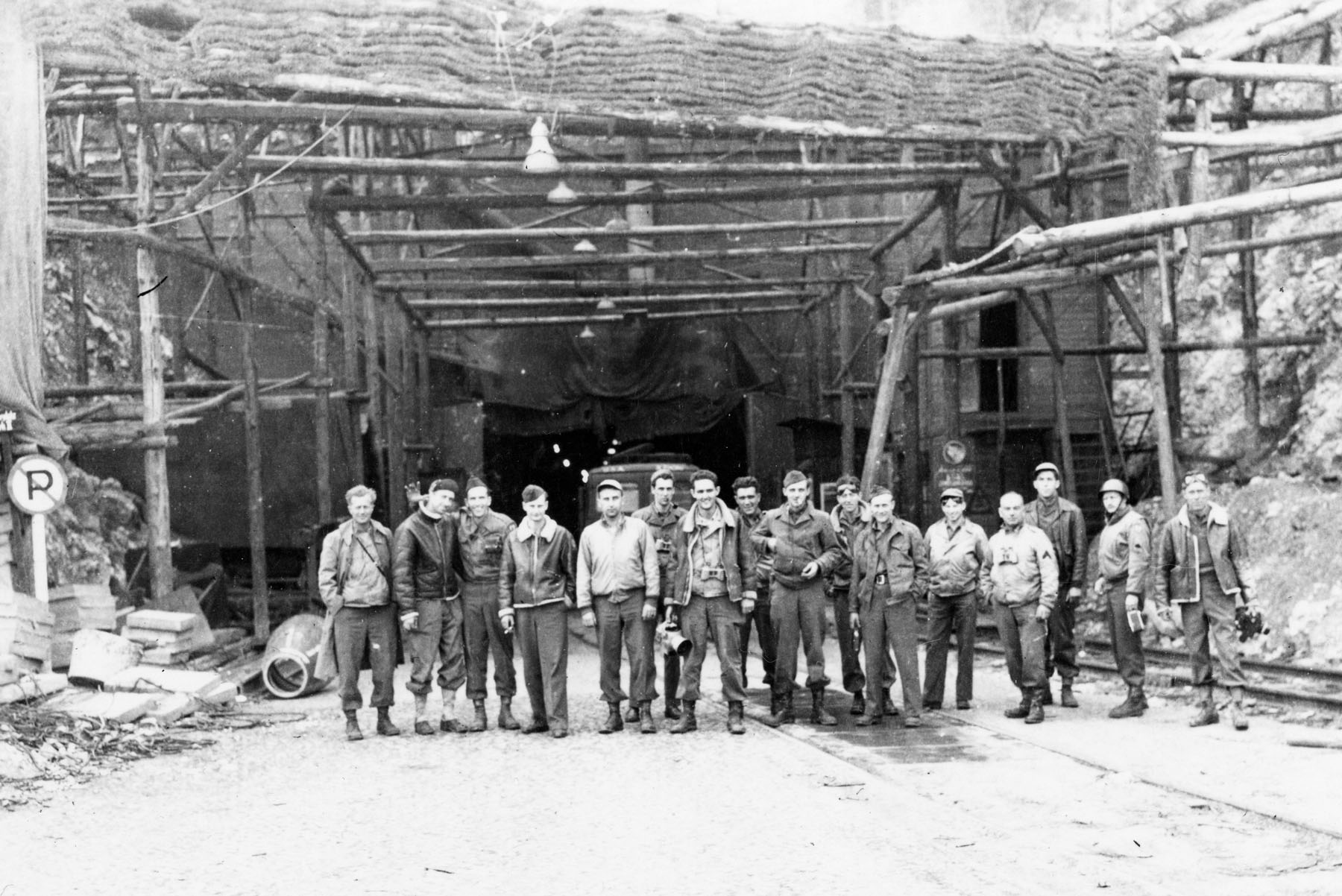
Die Befreier vor Mittelwerk

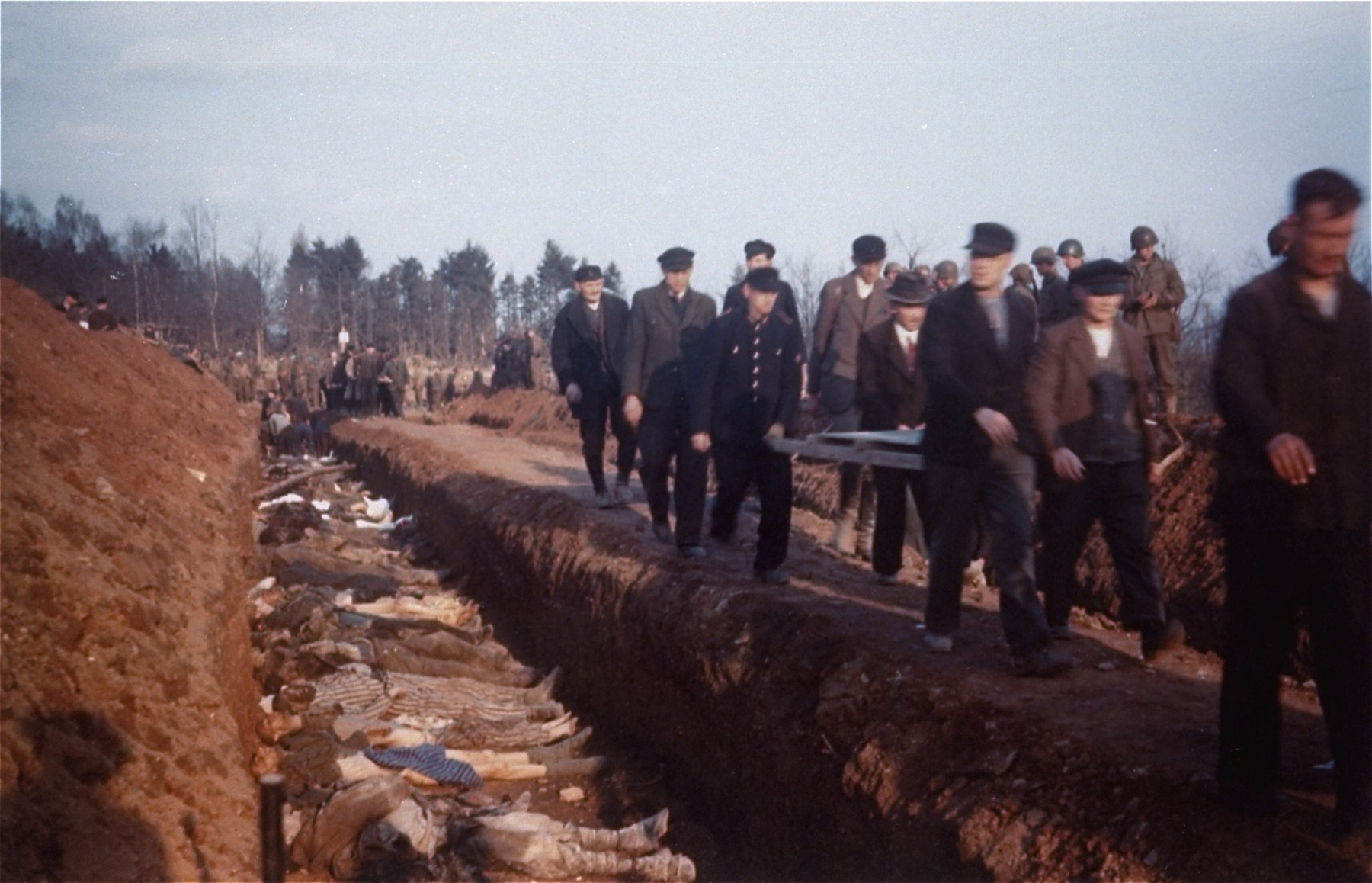
Massenbegräbnis der Leichen von KZ-Gefangenen durch Nordhäuser Einwohner unter Aufsicht amerikanischer Soldaten (April 1945)

Der Lagerstandort „Dora“ wurde schließlich am 11. April 1945 durch die 1. US-Armee befreit, allerdings kam für die Mehrheit der Häftlinge die Hilfe zu spät, da sie sich nach der Evakuierung des Lagers weiterhin in der Gewalt ihrer Bewacher befanden und erst später befreit werden konnten. Bewohner von Nordhausen wurden zwangsweise durch das KZ geführt, um ihnen die unmenschliche Vernichtungsmaschinerie zu zeigen und unter amerikanischer Aufsicht am 13. und 14. April 1945 die aufgefundenen Leichen in einem Massengrab zu bestatten. Die Baracken des Häftlings- und SS-Lagers standen anschließend für mehrere Wochen so gut wie leer; die vorgefundenen Häftlinge wurden in Lazaretten betreut.
In der Stollenanlage im Kohnstein sicherten britische und amerikanische Spezialeinheiten nach der Befreiung des KZ Mittelbau Material und Maschinen aus dem Mittelwerk. Sie erbeuteten dabei etwa 100 V1 und V2, die in die USA transportiert wurden. Nachdem die Amerikaner am 1. Juli 1945 Thüringen an die sowjetische Militärverwaltung übergeben hatten, wurden unter sowjetischer Leitung vor Ort ein Jahr lang Flugkörper, Motoren und Turbinen weiter gebaut.
Dann demontierten Angehörige der Roten Armee die verbliebenen Maschinen und Material des Mittelwerks und der Zulieferbetriebe und brachten diese in die Sowjetunion. Nachdem die Sowjets die Demontage der Anlagen beendet hatten, versuchten sie, das komplette Stollensystem unter dem Kohnstein zu sprengen. Die im Sommer 1947 vorgenommene Sprengung schlug jedoch fehl, daher wurden nur die Stollenzugänge zerstört.
Nach der Räumung des Inventars durch US- und Sowjet-Spezialisten dienten die Baracken des Lagers kurzzeitig als Flüchtlingsunterkunft für befreite Zwangsarbeiter sowie als Lazarett.
Von Ende 1945 bis Ende 1946 brachten deutsche Behörden Vertriebene aus den böhmischen Städten Reichenberg, Gablonz und Friedland im Lager unter („Umsiedlerlager Dora“).
Im Dezember 1945 war das Lager mit 1194 „Umsiedlern“ belegt. Geplant war die Errichtung einer Barackenstadt für etwa 6000 Personen.
Am 11. April 1946, dem ersten Jahrestag der Befreiung, wurde am Krematoriumsgebäude des ehemaligen Hauptlagers „Dora“ von der sowjetischen Besatzungsmacht ein Mahnmal errichtet.
Ab dem Frühjahr 1947 ließen deutsche Behörden schließlich die Baracken demontieren und als Behelfsunterkünfte im Landkreis sowie in der durch den Krieg zerstörten Stadt Nordhausen aufstellen.

### KZ-Gedenkstätte Mittelbau-Dora

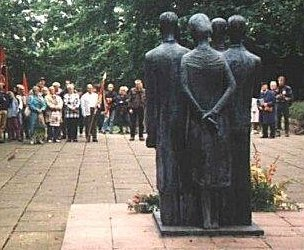
Denkmal von Jürgen von Woyski vor dem Krematorium bei einer Gedenkveranstaltung

#### Geschichte der Gedenkstätte
Im Vergleich zu den in der DDR als „nationale Mahn- und Gedenkstätten“ ausgewiesenen ehemaligen Konzentrationslagern Buchenwald und Sachsenhausen blieb die Bedeutung des Lagers „Dora“ als Ort der Erinnerung lange Zeit nachrangig. DDR-Behörden ließen beispielsweise das 1944 als massives Steingebäude errichtete Lagergefängnis 1952 abreißen.
1954 wurde das Krematoriumsgebäude des ehemaligen Hauptlagers „Dora“ als Ehrenmal gewidmet, und seit 1964 durch die DDR die „Mahn- und Gedenkstätte Mittelbau-Dora“ eröffnet. Die Ausstellungen im zum Museum umgebauten Krematorium fokussierten sich jedoch auf das Thema des „antifaschistischen Widerstands“ und überdeckten damit andere, nicht-politische Schicksale.
Erst ab den 1970er Jahren wurde der ehemalige Standort des Häftlingslagers in die Gedenkstätte mit einbezogen. So wurde die frühere Position des Lagertores mit Betonpfeilern markiert.
Der frühere Appellplatz wurde 1974 durch lokale DDR-Behörden zum „Denkmal der Nationen“ umgestaltet: der Platz wurde geschottert, mit einem Betonpostament, einer Denkmalmauer, Flammenschale und den Platz begrenzenden „Steinen der Nationen“ gestaltet.

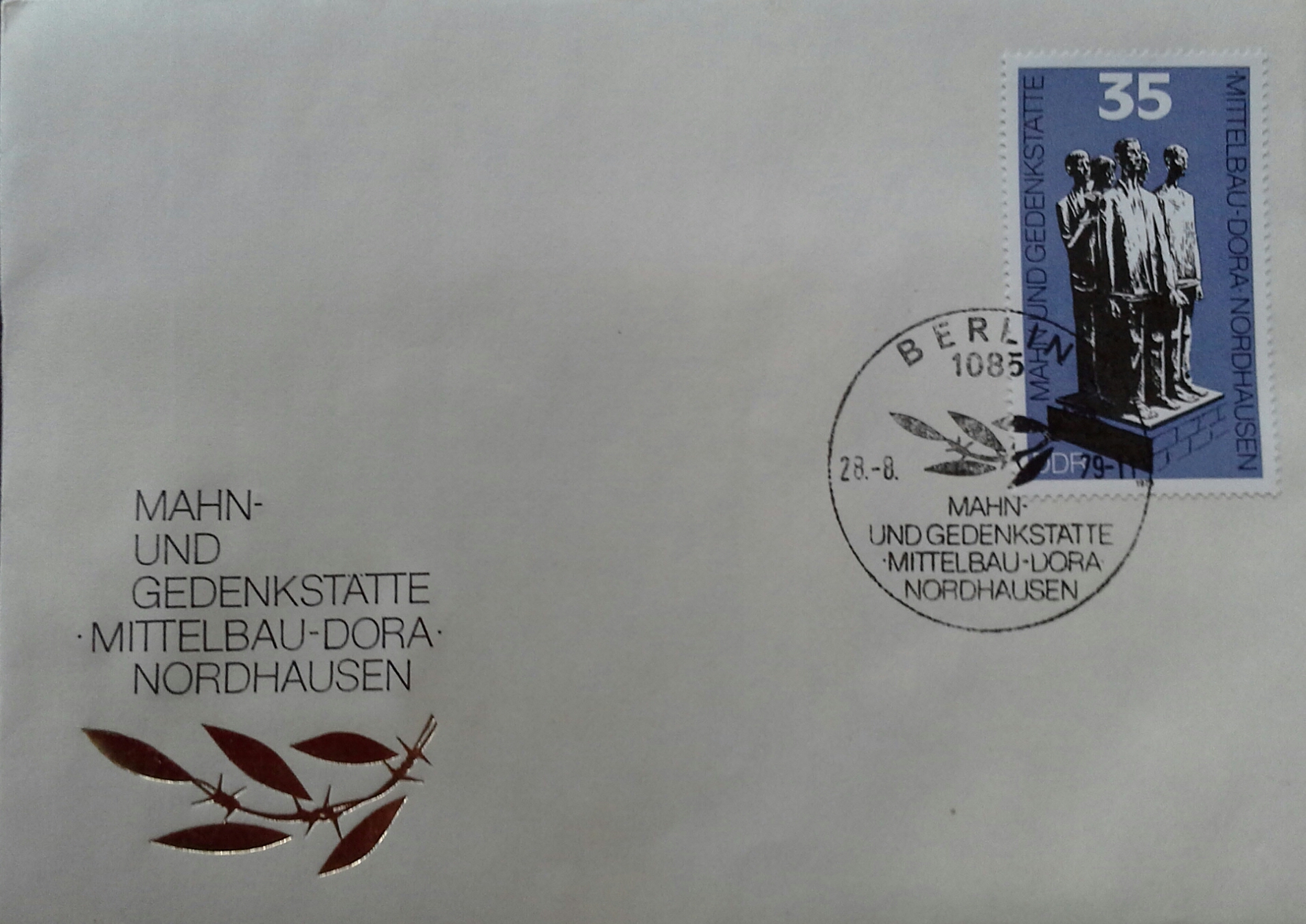
Briefmarke der Deutschen Post von 1979 auf Ersttagsbrief.

1979 edierte die Deutsche Post eine von Hans Detlefsen gestaltete Briefmarke „Mahn- und Gedenkstätte Mittelbau-Dora Nordhausen“.
Zum 50. Jahrestag 1995 der Befreiung des Lagers wurde die Gedenkstätte mit einem neuen Konzept, das bewusst auch weitere Elemente aus der DDR-Zeit enthält, neu eröffnet. Durch einen neu angelegten Zugang, mit dessen Bau bereits zwischen 1988 und 1991 begonnen worden war, ist seitdem auch ein sehr kleiner Teil des Stollensystems mit Schlaf- und Produktionsräumen wieder für die Öffentlichkeit im Rahmen von Führungen zugänglich. Seit 2000 ist die Stiftung Gedenkstätten Buchenwald und Mittelbau-Dora Mitglied im Arbeitskreis selbständiger Kultur-Institute.
Im Frühjahr 2005 wurde ein neues Museumsgebäude eingeweiht, in dem im September 2006 eine neue Dauerausstellung eröffnet wurde.

#### Gestaltung der Gedenkstätte

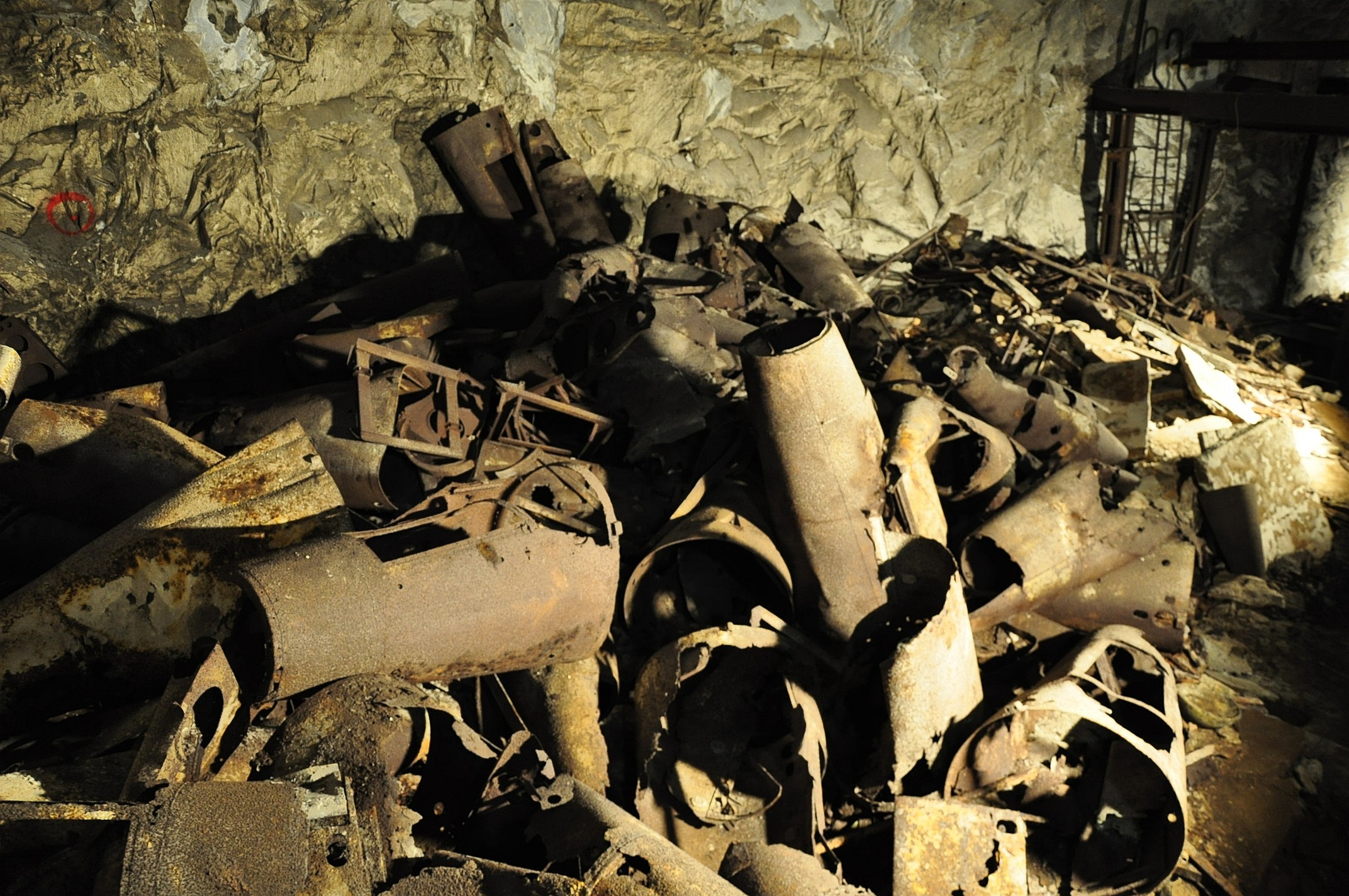
V1-Rumpfsegmente in einem der Querstollen, 2012

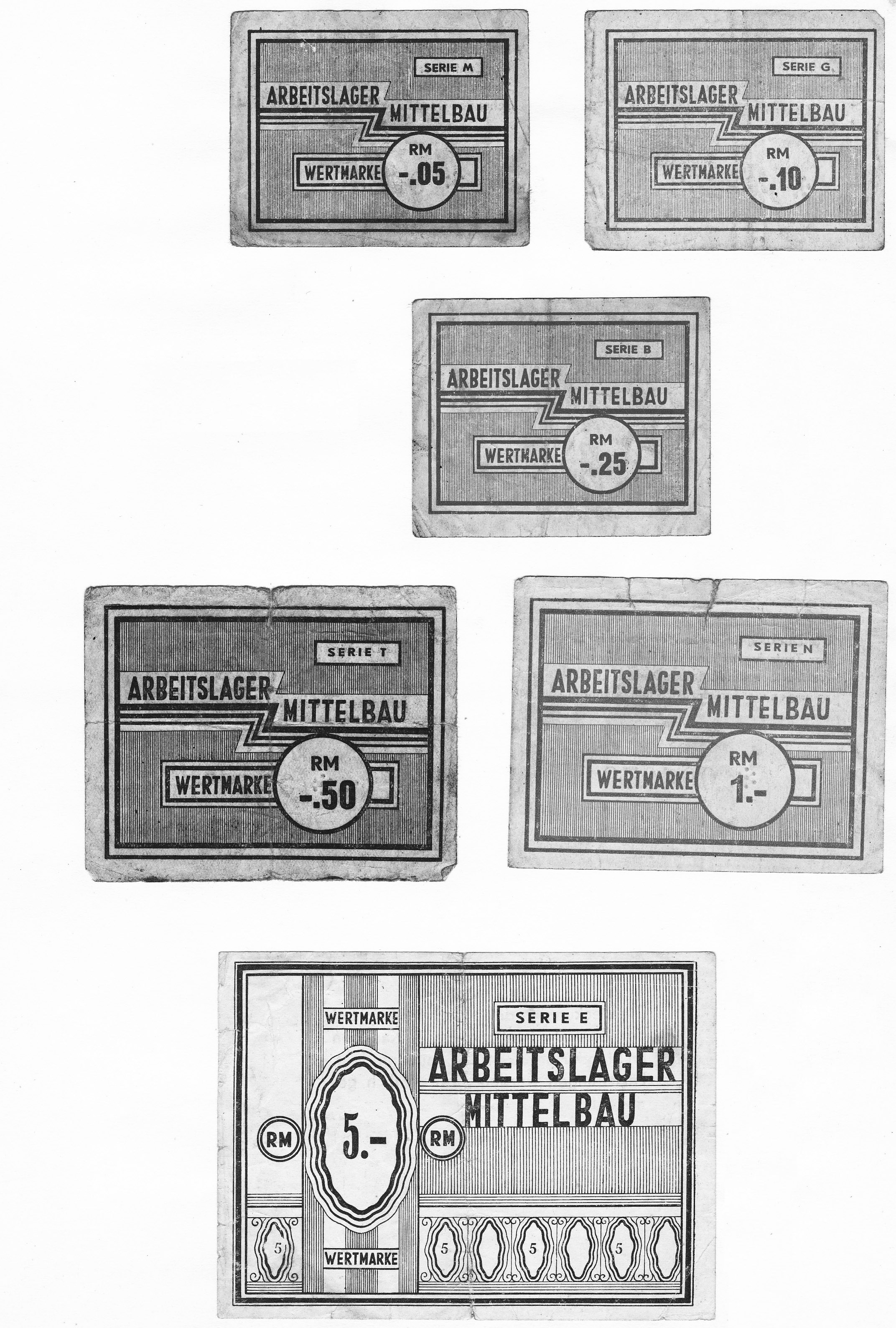
Lagergeld

Weite Teile des als Areal der KZ-Gedenkstätte Mittelbau-Dora ausgewiesenen Geländes sind heute von Wiesen und Wald bedeckt. Von den weitaus meisten Gebäuden des Häftlingslagers, des Krankenreviers, der SS-Gebäude und der Bahnhofsanlagen sind lediglich Fundamentreste zu sehen.
Beim Zugang zur Gedenkstätte befinden sich die Reste der Eisenbahnbrücke über die Zorge sowie ein alter Waggon der Reichsbahn, mit dem an die Verschleppung der Häftlinge ins Lager erinnert werden soll. Vom ehemaligen Lagerbahnhof sind die Grundmauern sichtbar, ebenso zahlreiche freigelegte Gleisstränge und die Lagerkläranlage. Vom einstigen SS-Bereich sind nur vereinzelte Fußbodenreste zu erkennen.
Die Stollenanlage im Kohnstein mit dem einstigen Mittelwerk ist im Rahmen von Führungen zugänglich, jedoch in weiten Bereichen vom Grundwasser geflutet und infolge des industriellen Bergbaus der näheren Umgebung in einigen Abschnitten möglicherweise teilweise eingestürzt.
Außer dem ehemaligen und dem heutigen Museumsgebäude der Gedenkstätte sind auf dem Areal des einstigen Häftlings- und Krankenlagers lediglich das Krematorium, die Feuerwache, ein SS-Unterstand, eine Tischlerei- und eine Wohnbaracke zu sehen. Dominiert wird dieser Bereich von dem Versammlungsplatz, der von den DDR-Behörden anstelle des Appellplatzes angelegt wurde.
Beim heute sichtbaren SS-Unterstand sowie der Wohnbaracke handelt es sich um Rekonstruktionen. Der Unterstand wurde 1974 von der DDR rekonstruiert und ist in älteren Publikationen als „Stehbunker“ bezeichnet. Die Baracke wurde aus Teilen mehrerer Originalgebäude wieder errichtet. In den 1950er-Jahren wurden zwei Baracken auf dem ehemaligen KZ-Gelände abgebaut und auf dem Gelände einer nahegelegenen Zigarettenfabrik wieder aufgebaut, wo sie lange Zeit als Betriebskindergarten bzw. Kegelbahn dienten. Erst Anfang der 1990er-Jahre wurden die Baracken wieder an ihren Ursprungsort zurückgebracht, wo dann aus den erhaltenen Teilen eine möglichst originalgetreue Wohnbaracke zusammengebaut wurde.
Vom einstigen Lagergefängnis mit seiner Hinrichtungsstätte, der Wäscherei, der Kinobaracke, dem Heizhaus, dem Krankenrevier und rund 60 Wohnbaracken sind lediglich Fundamente zu erkennen, die zum Teil von Bäumen überwachsen sind und schrittweise wieder freigelegt werden.

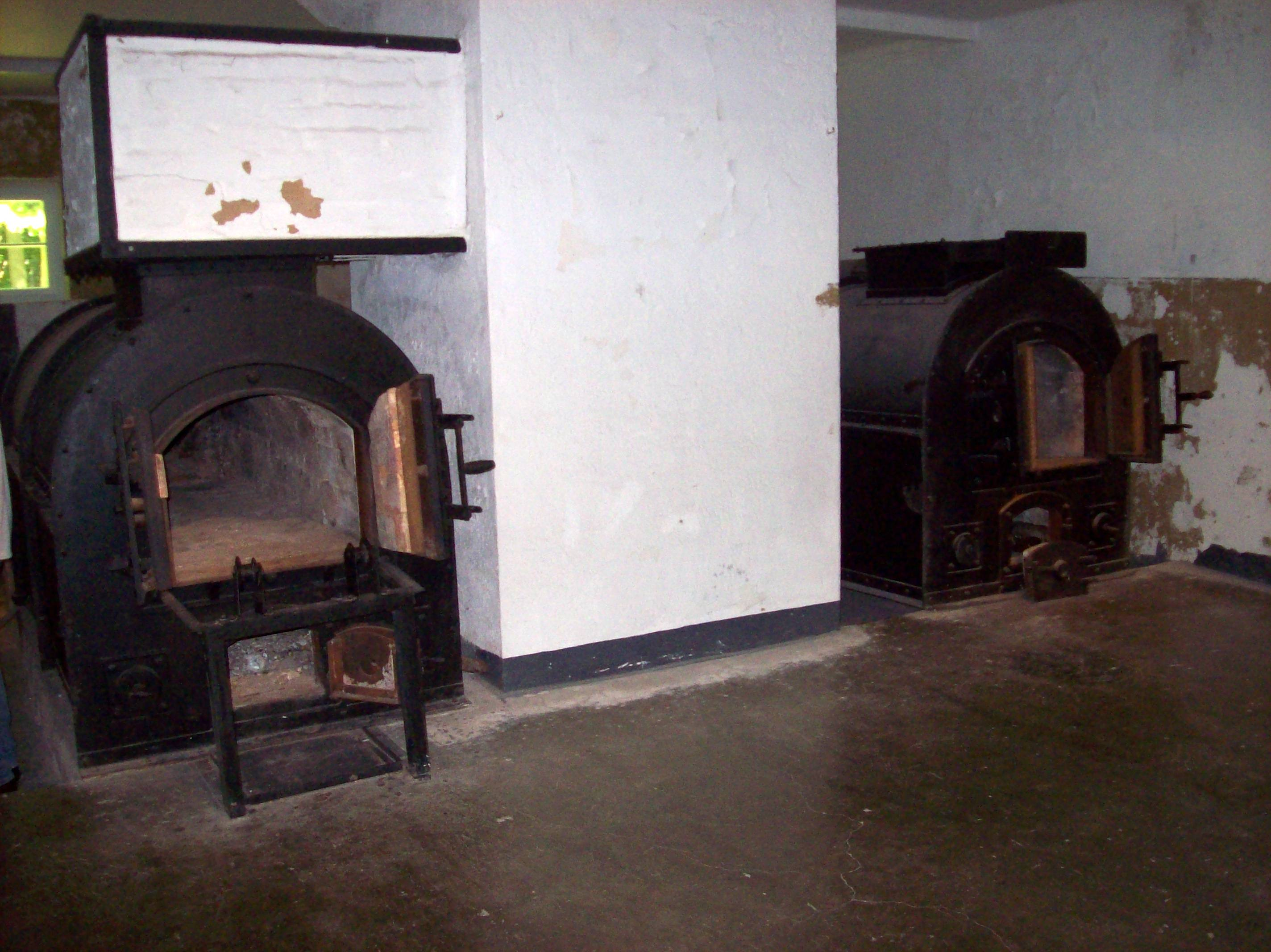
Die zwei Verbrennungsöfen im Krematorium
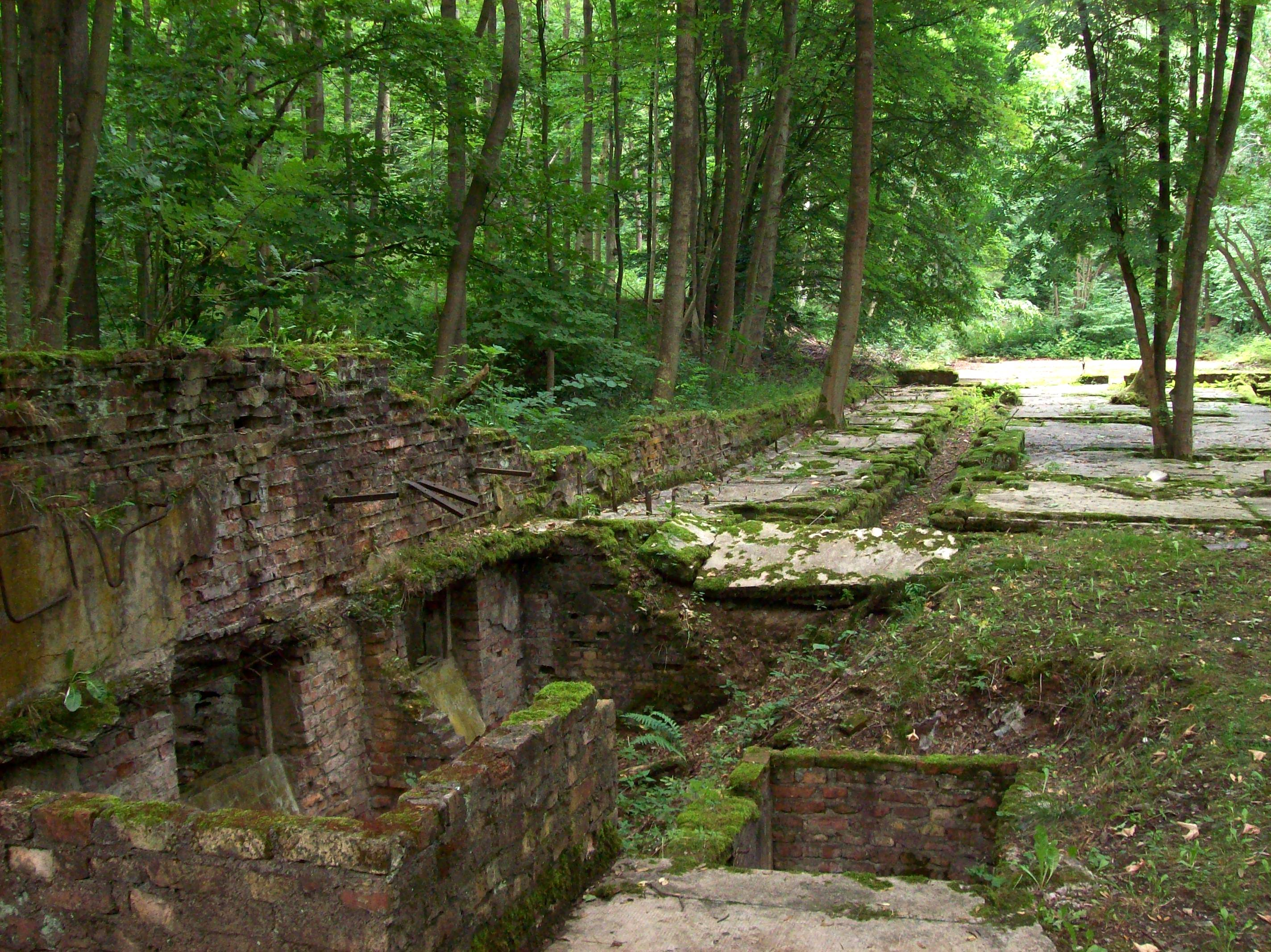
Reste der Wäscherei

## Außenlager
Bis zum April 1945 wurde im Harz ein dichtes Netz von insgesamt etwa 40 Außenlagern aufgebaut. Jedes dieser Lager hatte im Komplex des „KZ Mittelbau“ seine Funktion, wobei das Lager „Dora“ als Zentrale funktionierte.
Hierbei gab es drei verschiedene Arten von Lagern: Produktions-, Bau- und Sterbelager. Häftlinge, die in Produktionskommandos (z. B. Außenlager Rottleberode, Außenlager Kleinbodungen usw.) „abgearbeitet“ waren, wurden in die Baulager (z. B. Außenlager Ellrich-Juliushütte, Außenlager Harzungen usw.) verlegt und mussten dort Schwerstarbeit auf den einzelnen Baustellen leisten, beispielsweise beim unvollendeten Bau der Helmetalbahn, mit welcher der überregionale Verkehr der Südharzstrecke um den Bereich des KZ herumgeführt werden sollte.
Aufgrund der schweren körperlichen Arbeit wurden die Häftlinge auch hier sehr schnell arbeitsunfähig und wurden anschließend in sogenannte Sterbelager (z. B. das KZ-Außenlager Boelcke-Kaserne in Nordhausen) abgeschoben, wo sie zum größten Teil ohne medizinische Betreuung sich selbst überlassen wurden.

## Häftlinge

### Herkunft der Häftlinge
Aus fast allen Ländern Europas wurden Menschen aus unterschiedlichsten Gründen in die verschiedenen Lager des KZ Mittelbau deportiert. Mehr als 60.000 Häftlinge waren während des Lagerbestehens dort inhaftiert, mindestens 20.000 überlebten die inhumanen Arbeits- und Lebensbedingungen nicht.
Allein im April 1945 verstarben 6000 Häftlinge des KZ-Mittelbau-Lagerkomplexes. Zuvor waren noch zwischen Januar und März 1945 etwa 16.000 entkräftete Häftlinge aus dem KZ Auschwitz und dem KZ Groß-Rosen aufgrund der sich abzeichnenden Niederlage des Deutschen Reiches gegen Ende des Zweiten Weltkrieges ins KZ Mittelbau „evakuiert“ worden. In den Waggons der ankommenden Eisenbahntransporte befanden sich teils nur noch tote oder sterbende Häftlinge.
Nach dem Kriegsende erstellte die Polnische Kommission zur Ermittlung von Kriegsverbrechen im Sommer 1945 eine Liste nach Anzahl und Nationalität der Häftlinge für das Stammlager des KZ Mittelbau sowie der größten Außenlager:
|                                    | Stand         | Nationalität | Nationalität | Nationalität | Nationalität | Nationalität | Nationalität | Gesamt |
| Sowjetbürger                       | Stand         | Polen        | Franzosen    | Deutsche     | Belgier      | Sonstige     |              | Gesamt |
| ---------------------------------- | ------------- | ------------ | ------------ | ------------ | ------------ | ------------ | ------------ | ------ |
| Stammlager Mittelbau               | 1. Nov. 1944  | 4051         | 3883         | 2373         | 1165         | 217          | 2107         | 13.796 |
| Stammlager Mittelbau               | 1. April 1945 | 4192         | 5387         | 2406         | 1180         | 281          | 2287         | 15.733 |
| Außenlager Ellrich-Juliushütte     | 1. Nov. 1944  | 2419         | 1786         | 1389         | 203          | 670          | 1535         | 8002   |
| Außenlager Ellrich-Juliushütte     | 1. April 1945 | 2135         | 1495         | 676          | 294          | 490          | 1462         | 6552   |
| Außenlager Harzungen               | 1. Nov. 1944  | 956          | 796          | 558          | 129          | 755          | 807          | 4001   |
| Außenlager Harzungen               | 1. April 1945 | 1533         | 1471         | 440          | 215          | 306          | 742          | 4707   |
| Außenlager Boelcke-Kaserne         | 1. Nov. 1944  | 0            | 0            | 0            | 0            | 0            | 0            | 0      |
| Außenlager Boelcke-Kaserne         | 1. April 1945 | 1067         | 2168         | 816          | 463          | 401          | 796          | 5711   |
| SS-Baubrigaden                     | 1. Nov. 1944  | 1550         | 1166         | 503          | 419          | 15           | 674          | 4327   |
| SS-Baubrigaden                     | 1. April 1945 | 1273         | 1254         | 340          | 544          | 51           | 378          | 3840   |
| Sonstige Außenlager und -kommandos | 1. Nov. 1944  | 505          | 716          | 291          | 178          | 390          | 241          | 2321   |
| Sonstige Außenlager und -kommandos | 1. April 1945 | 734          | 1188         | 412          | 531          | 382          | 405          | 3652   |
| Gesamt                             | 1. Nov. 1944  | 9481         | 8347         | 5114         | 2114         | 2047         | 5373         | 32.475 |
| Gesamt                             | 1. April 1945 | 10.934       | 12.963       | 5092         | 3227         | 1911         | 6070         | 40.202 |

### Häftlingskleidung
Die für die Gefangenen im Lagerkomplex „KZ Mittelbau“ vorgesehene Häftlingskleidung entsprach mit ihrem System aus farbigen Kennzeichen den Vorgaben, wie sie von der SS auch in den anderen nationalsozialistischen Konzentrationslagern durchgesetzt wurden. Auch die Auswahl der Funktionshäftlinge unterschied sich in „KZ Mittelbau“ nicht wesentlich von dem System, wie es von der SS in den anderen Konzentrationslagern praktiziert wurde.
Die Farben der Winkel waren:
- rot – politisch Verfolgte
- grün – „kriminelle“
- schwarz – „asoziale“
- rosa – Homosexuelle
- violett – „Bibelforscher“ (Zeugen Jehovas)
- gelb – Juden

„Das rote Dreieck kennzeichnete Ausländer, unter der Voraussetzung, daß es einen schwarzen Buchstaben enthält, der nichts anderes als der erste Buchstabe des Namens des Herkunftslandes ist (F für Frankreich, P für Polen etc.) Die deutschen Gefangenen trugen keine Buchstaben wie wir. Wenn sie ein rotes Dreieck trugen, bedeutete das, daß sie gegen die Nazis gewesen waren oder daß sie Kommunisten waren, das grüne und das schwarze bezeichnete die, die vor dem Krieg ins Gefängnis gekommen waren oder die anderen Gruppen von unangepaßten Typen ...“

„Die SS vergab die Winkel mit ebenso großer Willkür, wie sie Menschen zu KZ-Häftlingen machte. Entscheidend war, dass die Kategorien dazu dienen sollten, die Häftlinge in verschiedene Gruppen zu spalten und eine Solidarisierung gegen die SS zu unterbinden.“

So gab es heftige Kämpfe um die Besetzung wichtiger Funktionen in der Hierarchie des Lagers. Deutsche und österreichische Häftlinge, deren Anzahl in Relation zu den Häftlingen anderer Nationalitäten eher unbedeutend war, erhielten bevorzugt Posten als Funktionshäftlinge.
Im Gegensatz zum Konzentrationslager Buchenwald waren die Kapo-Funktionen in Mittelbau-Dora in der Hand der „Grünen“.

### Bekannte Häftlinge
- Jean Améry (1912–1978), Schriftsteller, Widerstandskämpfer
- Arpiar Aslanian (1895–1945), armenisch-französischer Kämpfer der Résistance
- Christian Beham (1906–1945), KPD-Funktionär und Widerstandskämpfer
- Yves Béon (1925–2011), Widerstandskämpfer, Autor von zwei Werken über das KZ Mittelbau-Dora, Gründungsmitglied des Eurocomités Dora-Ellrich-Harzungen et Kommandos
- Emile Boufflette (1912–1945), belgischer römisch-katholischer Geistlicher und Märtyrer
- Jaques Brun (1921–2007), Widerstandskämpfer, Generalsekretär des Eurocomités Dora-Ellrich-Harzungen et Kommandos
- Hans Frankenthal (1926–1999), Holocaust-Überlebender
- Heinz Galinski (1912–1992), Präsident des Zentralrates der Juden in Deutschland
- Ewald Hanstein (1924–2009), Holocaust-Überlebender
- Stéphane Hessel (1917–2013), Diplomat, Lyriker, Essayist und politischer Aktivist
- August Kroneberg (1885–1969), Gewerkschafter und Kommunalpolitiker
- Albert Kuntz (1896–1945), Politiker
- Jean Mialet (1920–2006), Offizier, Widerstandskämpfer, Präsident des Eurocomités Dora-Ellrich-Harzungen et Kommandos
- André Mouton (1924–2017), Schriftsteller
- Franz Olah (1910–2009), Widerstandskämpfer und Politiker
- Fritz Pröll (1915–1944), Widerstandskämpfer gegen den Nationalsozialismus
- Paul Rassinier (1906–1967), Politiker, Pazifist, Professor für Geschichte, Geographie und Literatur
- Borys Romantschenko (1926–2022), ukrainischer Holocaust-Überlebender, Ingenieur und Vizepräsident des Internationalen Komitees Buchenwald-Dora und Kommandos für die Ukraine (IKBD)
- Otto Rosenberg[46] (1927–2001), Mitbegründer und Vorsitzender des Landesverbandes Deutscher Sinti und Roma Berlin-Brandenburg
- Charles Sadron[47] (1902–1993), französischer Molekularbiologe und Arzt, Professor an der Université de Strasbourg, Widerstandskämpfer
- André Sellier (1920–2015), Widerstandskämpfer (Mouvement Libération-Nord), Autor u. a. von „Histoire du camp de Dora“ (1998)
- Ludwig Szymczak (1902–1945), kommunistischer Arbeiter im Ruhrgebiet und Wirtschaftsemigrant
- Othmar Wundsam (1922–2014), Zeitzeuge der NS-Zeit

## SS-Personal

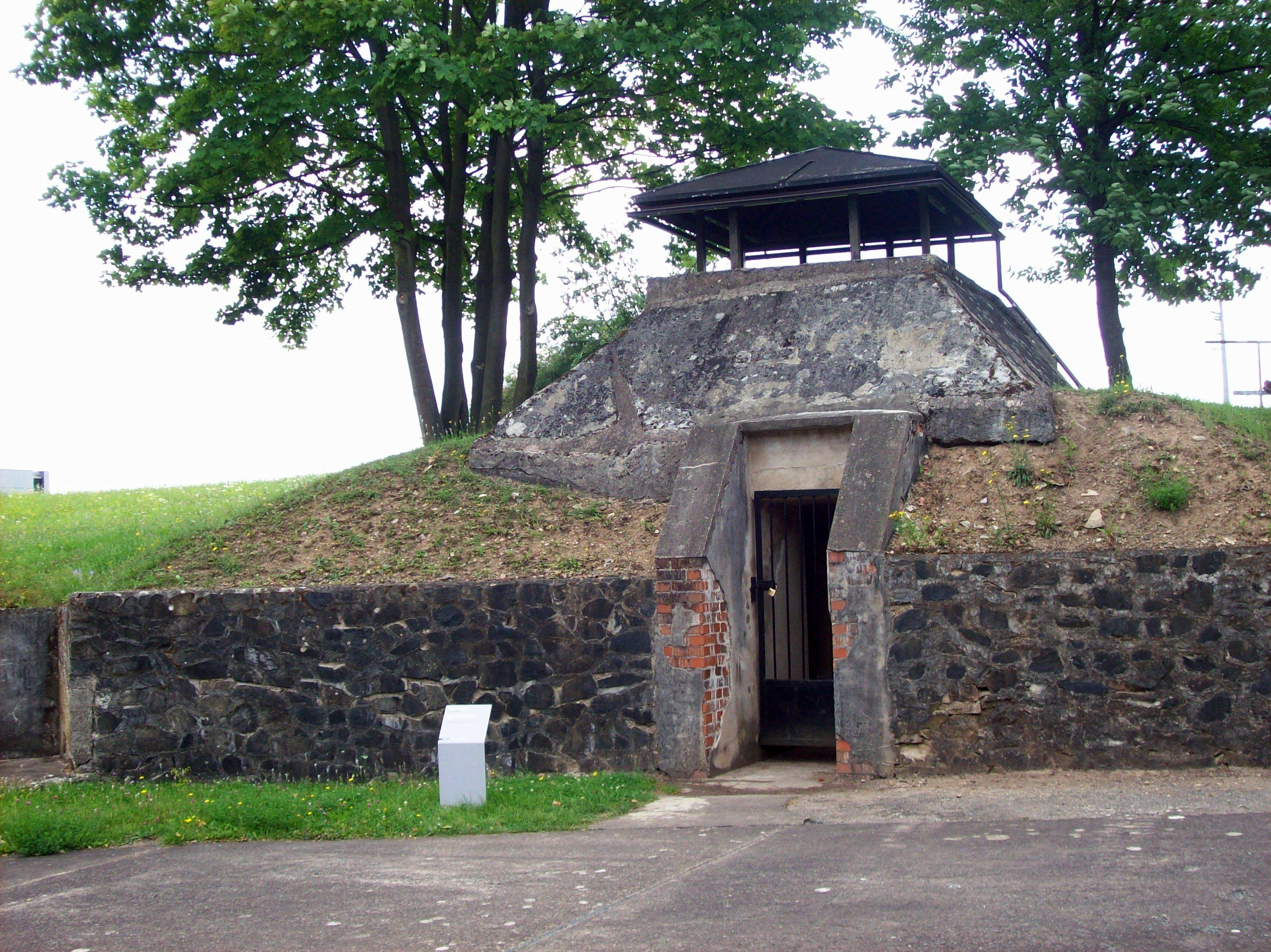
SS-Unterstand am Eingangsbereich des Häftlingslagers

Das Lagerpersonal bestand im Juni 1944 aus etwa 1000 Personen. Nachdem das KZ Mittelbau im Oktober 1944 eigenständiges Konzentrationslager geworden war, waren mit der Gründung des SS-Totenkopfsturmbanns Mittelbau dort ab Ende 1944 etwa 3300 SS-Männer im Einsatz. Über die Hälfte der Wachmannschaften waren ursprünglich Angehörige der Luftwaffe und wurden erst am 1. September 1944 – einige Wochen vor der Gründung des SS-Totenkopfsturmbanns – zur Waffen-SS überstellt.
Kommandant des Buchenwalder Außenlagers „Dora“ und danach erster Kommandant des selbständigen KZ Mittelbau war von September 1943 bis Anfang Februar 1945 Otto Förschner, dem der von Juli 1944 bis Anfang Februar 1945 eingesetzte Schutzhaftlagerführer Hans Möser unterstand. Wilhelm Simon übernahm den Posten des Arbeitseinsatzführers von Oktober 1943 bis zum Frühjahr 1945.
Nach der Räumung des KZ Auschwitz kamen mit Häftlingstransporten weitere SS-Männer in das KZ Mittelbau, was zu einem Anstieg des Lagerpersonals führte. Mit 1. Februar 1945 wurde Richard Baer (vorher Lagerkommandant des KZ Auschwitz) als neuer Lagerkommandant des KZ Mittelbau eingesetzt. Er tauschte Anfang Februar 1945 fast alle Leiter der Standortabteilungen des KZ Mittelbau durch Angehörige des Personals der Auschwitzer Lager-SS aus. So wurde Franz Hößler Schutzhaftlagerführer, Max Sell Arbeitseinsatzführer, Eduard Wirths SS-Standortarzt und Hans Schurz Leiter der Politischen Abteilung.

## Umgang mit der Vergangenheit

### Nachkriegsprozesse
Vom 7. August 1947 bis zum 30. Dezember 1947 wurde im Rahmen der Dachauer Prozesse vor einem amerikanischen Militärgericht beim Dachauer Dora-Prozess gegen 14 SS-Angehörige des KZ Mittelbau, vier Funktionshäftlinge und den Generaldirektor der Mittelwerk GmbH verhandelt. Neben dem Todesurteil gegen den ehemaligen Schutzhaftlagerführer Möser ergingen vier Freisprüche sowie 13 Haftstrafen. Zuvor war bereits im Bergen-Belsen-Prozess unter anderem gegen zwölf SS-Angehörige und Funktionshäftlinge aus dem KZ Mittelbau verhandelt worden, die im Rahmen der Evakuierung des KZ Mittelbau ins KZ Bergen-Belsen gelangten.
In diesem Prozess wurden drei ehemalige SS-Angehörige des KZ Mittelbau zum Tode verurteilt und hingerichtet, so auch der ehemalige Schutzhaftlagerführer Hößler. Der ehemalige Lagerkommandant Förschner wurde im Dachau-Hauptprozess zum Tode verurteilt und Ende Mai 1946 hingerichtet, sein Nachfolger Baer tauchte bei Kriegsende unter und verstarb noch vor dem Beginn des ersten Frankfurter Auschwitzprozesses in der Untersuchungshaft.
Weitere Einzelverfahren gegen ehemaliges Lagerpersonal des KZ Mittelbau wurden bis in die 1980er-Jahre in der Bundesrepublik Deutschland und der DDR geführt. Das bekannteste Verfahren war der Essener Dora-Prozess, der am 17. November 1967 begann und am 8. Mai 1970 endete. Der ehemalige Kommandoführer Erwin Busta wurde im Essener Dora-Prozess gemeinsam mit Helmut Bischoff, dem ehemaligen KDS des Sperrgebiets Mittelbau, sowie dessen früheren Mitarbeiter Ernst Sander aufgrund von Verbrechen im KZ Mittelbau-Dora angeklagt. Alle drei Angeklagten erhielten Haftstrafen, die sie jedoch nicht antreten mussten.

„Hier wird wie an kaum einem anderen Ort die Rechtfertigung von Zeitgenossen in Frage gestellt, sie hätten vom ausgedehnten Lagersystem nichts geahnt – die Nazis hätten Zwangsarbeit und Massensterben vor ihrem eigenen Volk geheim gehalten. Mittelbau-Dora war zwischen 1943 und 1945 für die Menschen in den umliegenden Dörfern und Städten das KZ von nebenan. Mit mehr als 40 Außenlagern erstreckte es sich über den gesamten Südharz. Fast jeder Ort hatte damals sein Außenlager. Häftlinge wurden an einheimische Firmen ausgeliehen, wo sie Werkbank an Werkbank mit deutschen Kollegen arbeiteten und nicht selten von diesen gedemütigt und misshandelt wurden. Zivilisten befehligten die Arbeitskolonnen, die Tag für Tag durch die Orte zogen – mitsamt Leichen von verstorbenen Häftlingen auf einem Karren.“

### Das Dora-Komitee
Im Sommer 1990 gründeten ehemalige Dora-Häftlinge aus Frankreich, Belgien und Tschechien auf Initiative von Jacques Brun (* 20. November 1921 in Paris; † 8. Juli 2007 ebenda) das europäische Komitee Dora, Ellrich, Harzungen et Kommandos „Pour la Mémoire“ als Häftlingsvereinigung. Jean Mialet (1920–2006) war Präsident des Komitees, Brun bis 1996 Generalsekretär. Das Komitee war gegründet worden, um die Erinnerung an die im KZ Mittelbau begangenen Verbrechen international wach zu halten; ein besonderes Anliegen war der Ausbau der Gedenkstätte „Mittelbau-Dora“ zu einer dem Geschehen adäquaten Einrichtung. 1995 initiierte Jacques Brun die Gründung des Vereins „Jugend für Dora“ und rief die Jugendlichen dazu auf, die Erinnerungsarbeit gegen das Vergessen der nationalsozialistischen Verbrechen fortzusetzen. Jacques Brun war als junger Mann von den Nationalsozialisten festgenommen und im August 1944 in das KZ Buchenwald eingeliefert worden. Von dort hatte ihn die SS im September 1944 in das KZ Dora überstellt. Später war er in das KZ-Außenlager Ellrich verlegt worden, von wo ihn die SS Anfang April 1945 auf einen Todesmarsch schickte, den er überlebte.

### Dokumentation der unterirdischen Anlagen des Mittelwerks
Nach Voruntersuchungen ab dem Jahre 1992 dokumentierte der Archäologe Willi Kramer (Archäologisches Landesamt Schleswig-Holstein) in den Monaten Januar–März 1998 mit einer Arbeitsgruppe die Kammern und Stollen des Mittelwerks.

## Rezeption

### Filme
- Das KZ Mittelbau-Dora ist Gegenstand des Films Prüfstand 7 (2001) von Robert Bramkamp, welcher in essayistischer Form den Mythos Rakete in den Fokus nimmt.
- Eberhard Görner: KZ Mittelbau-Dora – Erinnerung an die Hölle. Dokumentation, 2006, 45 Min.[57]
- National Geographic: Hitlers Raketentunnel, Dokumentation, 42 Min. Bilder aus der KZ-Zeit, Bilder eines Tauchgangs in die überfluteten unteren Produktions-Stollen, Bilder von V-Raketen, Bilder von Wernher von Braun und Bilder von US-Weltraumraketen
- The Good German – In den Ruinen von Berlin. 2006. Der US-amerikanische Film thematisiert unter anderem die Kenntnisse über die unmenschlichen Zustände in Dora-Mittelbau seitens der beteiligten Wissenschaftler des Raketenprojekts.
- Colette. Die französischen Widerstandskämpferin Colette Marin-Catherine besucht nach 70 Jahren die letzte Station ihres Bruders Jean-Pierre Catherine, der im KZ Mittelbau-Dora ermordet wurde.

### Kunst
„Der Tunnel“ ist ein künstlerisches Zeugnis von Edmund Polak aus dem Jahr 1944 zur Zeit seiner Inhaftierung, welches die Lebens- und Arbeitsbedingungen in den unterirdischen Anlagen des KZ Mittelbau-Dora darstellt. Durch ein Digitalisierungsprojekt der TU Darmstadt wurde das gefaltete Papierkunstwerk zu einer virtuellen Rekonstruktion des Grauens in den Stollen und der Situation der Häftlinge.
Anlass für das Projekt war ein E-Learning-Projekt von Marc Grellert und Bruno Arich-Gerz, der 'Virtuelle Lern- und Dokumentationsraum Tunnel' für Studierende der Hochschule und ihrer NS-Vergangenheit. „Wir wissen von über 90 TH-Mitarbeitern aus Darmstadt, die ab 1940 für die V-Raketenforschung tätig waren“, sagte Christof Dipper, Leiter der Projektgruppe, die untersucht, wie die Hochschule in die NS-Rüstung verstrickt war.